# Séléniure de cuivre
Un séléniure de cuivre est un composé du sélénium et du cuivre. Le sélénium y présente en principe le nombre d'oxydation −II, et le cuivre +I ou +II (parfois dans le même composé). On connaît notamment :
- le séléniure de cuivre(I) de formule Cu2Se (numéro CAS 20405-64-5), présent dans la nature sous la forme de deux minéraux, la berzélianite (cubique) et la bellidoïte (tétragonale) ;
- le séléniure de cuivre(I,II) de formule Cu3Se2, présent dans la nature sous forme d'umangite ;
- Cu5Se4, présent dans la nature sous forme d'athabascaïte ;
- le séléniure de cuivre(II) de formule CuSe (numéro CAS 1317-41-5), présent dans la nature sous forme de klockmannite.